# Peter Jenner
Peter Jenner (1943) è un manager e produttore discografico britannico.
Ha lavorato anche come talent scout. Insieme ad Andrew King, fondò la Blackhill Enterprises, una etichetta musicale, che gestì, tra i più noti: il primo album dei Pink Floyd, la carriera solista di Syd Barrett, Kevin Ayers, Marc Bolan, Roy Harper, The Edgar Broughton Band e The Clash.
Jenner ha gestito anche altri progetti, con:
- Billy Bragg
- Frank Chickens
- Eddi Reader
- Ian Dury
- The Disposable Heroes of Hiphoprisy
- Robyn Hitchcock
- Baaba Maal
- John Wesley Harding
- Denzil
- Alberto Y Lost Trios Paranoias
- Hank Wangford

Jenner ha ottenuto una laurea in Economia presso l'Università di Cambridge, dopo di che egli è diventato un docente presso la London School of Economics all'età di 21 anni. Affascinato dalla musica, comincia ad interessarsi ai Pink Floyd e dopo 4 anni come docente, si dimette per dedicarsi totalmente al mestiere di produttore. La voce di Peter Jenner, può essere udita all'inizio di Astronomy Domine, prima traccia del primo album dei Pink Floyd: The Piper at the Gates of Dawn (1967).
Il suo coinvolgimento nel mondo della musica, divenne ancora più intenso, quando cominciò ad organizzare una serie di concerti gratuiti a Hyde Park, a Londra, che culminarono nel famoso concerto dei Rolling Stones nel 1969, noto per essere il concerto di introduzione per Mick Taylor che andò a sostituire Brian Jones, morto poco tempo prima.
Anche se non politicamente attivo nel senso formale, Jenner si è battuto per cause e artisti simpatizzanti di sinistra per molti anni. 
Nel 2006 Jenner interviene in una conferenza denominata Beyond the Soundbytes in cui egli ha proposto di completare l'attuale meccanismo di pagamento per il consumo di musica con una piccola tassa che sarebbe pagata da chiunque disponga di una connessione a banda larga o di un cellulare. I commentatori erano scettici, come Mike Arrington per esempio che chiamò la proposta "incredibilmente stupida", perché è una proposta che porterebbe alla stagnazione del mercato della musica digitale.